# Contactafdruk

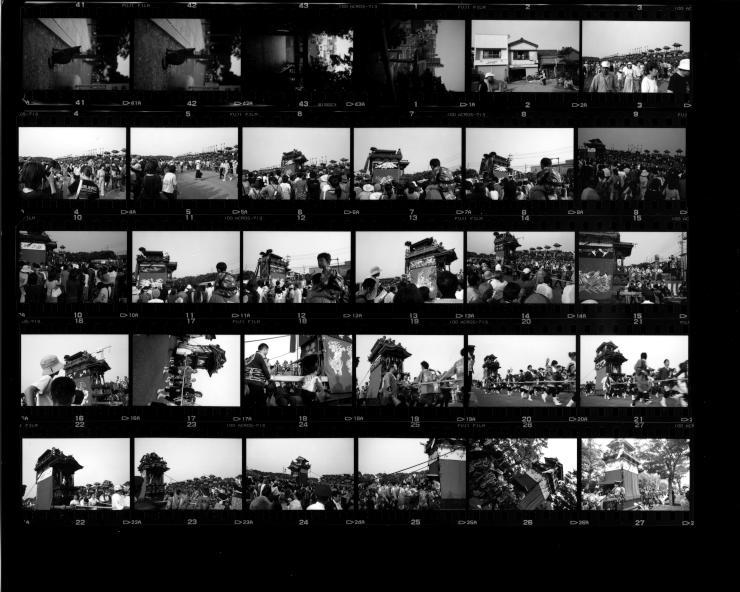
Contactafdruk van een in delen geknipte filmstrip

Een contactafdruk is een foto, die direct van het negatief wordt gemaakt. De contactafdruk heeft daarom dezelfde afmetingen als die van het negatief.
Contactafdrukken waren de eerste afdrukken van foto's. Het negatief, oorspronkelijk op een glasplaat, werd direct op het op dat moment nog niet zo gevoelige fotopapier gelegd (ze maken dus contact met elkaar), en in de zon neergelegd om het te belichten. Na belichten werd de contactafdruk ontwikkeld.
Contactafdrukken werden aan het eind van de twintigste eeuw vooral gebruikt om een snelle indruk te krijgen van de inhoud van een strip met kleinbeeldfoto's. De afdrukken zijn in zwart-wit.
Contactafdrukken zijn in onbruik geraakt bij de opkomst van de digitale fotografie.
Soms spreekt men (ten onrechte) van contactafdrukken als er een reeks kleine foto's wordt getoond om een selectie te kunnen maken. Dit kunnen ook digitale foto's zijn.